# Calonge

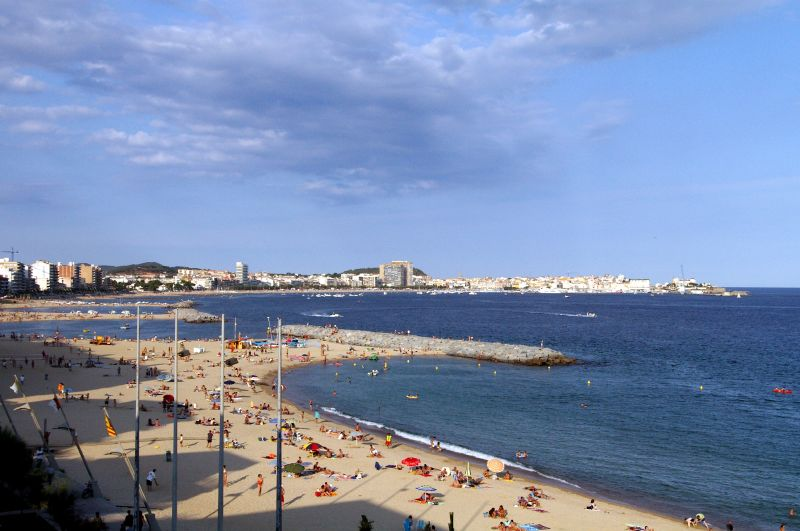
Vista de San Antonio de Calonge.

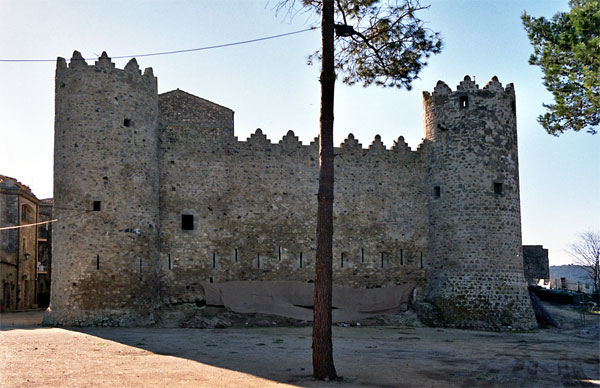
Castillo de los barones de Calonge.

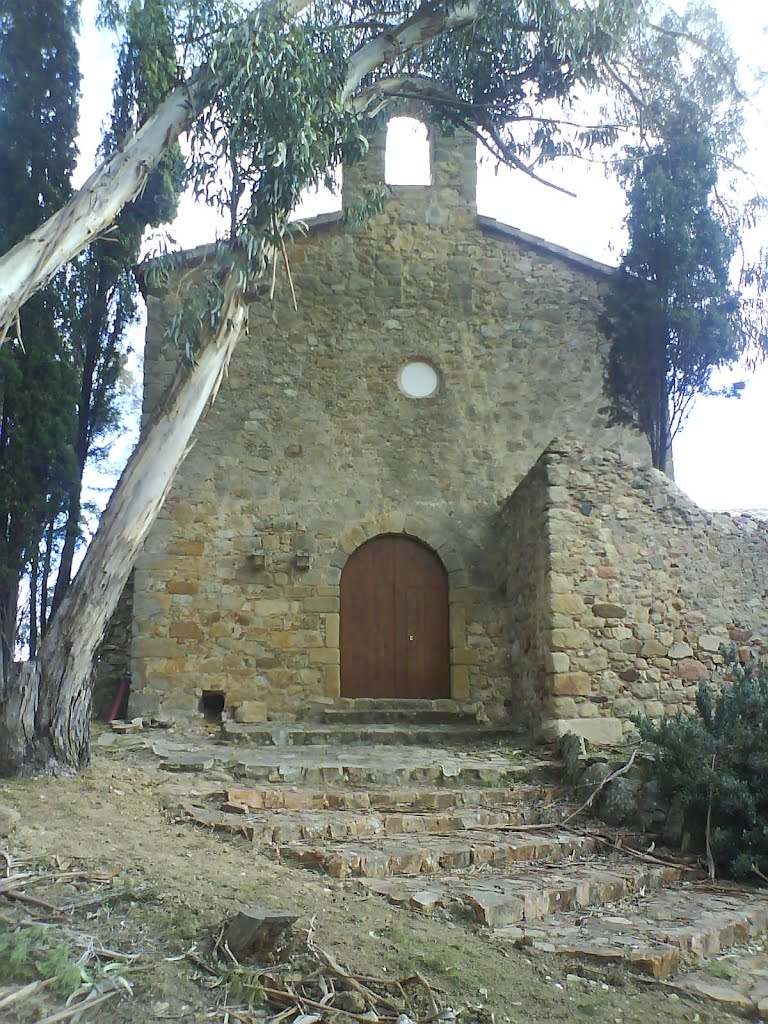
Monasterio de Santa María del Mar

Calonge (en catalán: Calonge i Sant Antoni) es un municipio español, en la comunidad autónoma de Cataluña, dentro de la provincia de Gerona, en la comarca del Bajo Ampurdán .
La población está dividida en dos partes, una villa medieval en una colina y otra moderna, destinada a lugar de vacaciones al lado del mar. El centro urbano principal y el pueblo original está a unos 4 km de distancia tierra adentro de la bahía de San Antonio. Algunas torres y paredes del castillo de Calonge datan del siglo XIII.
La parte moderna y costera, principalmente utilizada para las vacaciones, es conocida como San Antonio de Calonge y está situada entre Playa de Aro y Palamós.

## Historia
El municipio de Calonge ha estado habitado desde tiempos muy lejanos. La existencia de numerosos dólmenes y menhires, como el dolmen de Puigsesforques, uno de los grandes megalitos catalanes y uno de los más cercanos al mar, demuestran la preferencia que tuvieron las culturas prehistóricas por estos lugares. El poblado ibérico de Castell Barri es uno de los yacimientos más importantes de la época. Los descubrimientos de terriza ibérica han demostrado que este poblado tiene un origen no posterior al siglo IV a. C.
La civilización romana escogió este mismo paraje para hacer una villa de veraneo. Los descubrimientos indican que en los siglos II y IV después de Cristo había en Calonge una importante fundición y, probablemente, también una factoría comercial de importación.
En el siglo VIII se comenzó a construir el castillo de Calonge, una de las fortalezas más grandes del Bajo Ampurdán, situado en el núcleo antiguo del municipio. El castillo fue fundado por los condes de Gerona con la finalidad de vigilar las razias sarracenas. Durante el siglo XII se construyó otra de las edificaciones significativas de Calonge: el monasterio de Santa María del Mar o del Collet.
El siglo XIII es la época de máximo esplendor del castillo. Una muestra de esta importancia fue la concesión por parte del rey para crear un mercado semanal a Calonge. En la actualidad, el castillo es mitad palacio y mitad fortaleza. El castillo pertenece actualmente a la Generalidad de Cataluña y está abierto al público.
Otra construcción que hoy en día perdura es la torre de vigilancia, conocida como Torre Valentina. Situada en el frente marítimo de San Antonio de Calonge, esta torre se levantó con el objetivo de vigilar cualquier ataque de los piratas. El acceso se hacía mediante una escalera exterior, ya que la torre no tiene ni puerta ni escaleras interiores. 
A mediados del siglo XVIII se construyó la iglesia parroquial de Sant Martí, en el núcleo antiguo de Calonge. Es uno de los templos más grandes de la diócesis gerundense. Originalmente, la iglesia se decoró con un estilo barroco neoclásico muy cargado.
A finales del siglo XVIII, Calonge comienza a industrializarse con fábricas de tapones de corcho. Esta incorporación al mundo industrial hace cambiar radicalmente y definitivamente no solo la economía, sino también su vida social. Con este esplendor económico se llega al siglo XX. A principios de siglo, aún no se había descubierto la playa como un negocio turístico.
El núcleo marinero de San Antonio de Calonge cada vez tenía más importancia. Así que en 1923 se construyó una iglesia propia, dedicada, como no podía ser de otra forma, a San Antonio. La Guerra Civil hizo tambalear la estabilidad de Calonge. La postguerra acentuó la profunda crisis que había provocado, un tiempo antes, el declive de la industria del corcho de Calonge. La falta de trabajo provocó que mucha gente emigrara del pueblo. La llegada del turismo, primero, y más tarde la instauración de la democracia, hicieron que Calonge volviera a crecer económicamente y demográficamente hasta llegar a convertirse en uno de los pueblos turísticos de la Costa Brava por excelencia, disponiendo en la actualidad de buenos restaurantes, pequeños hoteles a primera línea de playa y algunos de los más renombrados cámpines de España, como el Cala Gogó.

## Demografía
Calonge cuenta con una población de 12 316 habitantes (INE 2024).
| Gráfica de evolución demográfica de Calonge entre 1842 y 2021                                                                                                |
| |
| Población de derecho según los censos de población del INE Población de hecho según los censos de población del INEEn este censo se denominaba Calonja: 1842 |

## Comunicaciones
Calonge es atravesado por la carretera C-31, que lo comunica con las localidades vecinas de Castillo de Aro y Palafrugell así como Gerona, la capital de la provincia. Carece de comunicación por ferrocarril, estando la estación más cercana en Caldas de Malavella, Flassá o Gerona. Calonge dispone de líneas regulares de Autobús operadas por la compañía Moventis, que permiten a los viajeros desplazarse a otras poblaciones del Bajo Ampurdán, Gerona y Barcelona. El municipio dispone de transporte público TAXI.

## Núcleos de población
El municipio de Calonge está formado por distintas entidades.
- Calonge: Calonge, Mas Ambròs, Urbanització Mas Pere, Riufred, Urbanització Riu de Oro, Mas Barceló, Font del Lleó, Mas Toi, Puig Rosell (Código postal: 17251)

- San Antonio de Calonge[4] (Sant Antoni de Calonge): San Antonio de Calonge, Torre Colomina, El Collet, La Pineda (Código postal: 17252)

- Treumal: Urbanització Mas Vila de la Mutxada, Urbanització Torre Valentina, Mas Pallí, Treumal, Mas Pallí dels Vilars II, Urbanització Treumal de Dalt, Urbanització Nordest de Treumal, Castell Madeleine, Urbanització Forn Romà, Urbanització Els Vilars (Códigos postales: 17251 17252)

- Sant Daniel: Urbanització Puigsesforques, Urbanització Camp de l'Hort, Urbanització Mas Falet del Migdia, Urbanització Jardins Palau, Urbanització Sant Daniel, Urbanització Finca Verd, Sant Daniel, Parc Sant Daniel (Código postal: 17252)

- Cabañas[5] (Cabanyes): Urbanització Vescomtat de Cabanyes, Cabañas, Mas Artigues (Código postal: 17251)

## Administración y política
| Periodo   | Nombre                                                    | Partido                 |
| --------- | --------------------------------------------------------- | ----------------------- |
| 1979-1983 | Dídac Medina Gámez/Joan Molla Callís/Josep Roselló Pijoan | (IRM/IRM/UMIP)          |
| 1983-1987 | Josep Roselló Pijoan                                      | CiU                     |
| 1987-1991 | Eugeni Darnaculleta i Soler                               | PSC                     |
| 1991-1995 | Eugeni Darnaculleta i Soler                               | PSC                     |
| 1995-1999 | Josep Roselló Pijoan                                      | CiU                     |
| 1999-2003 | Josep Roselló Pijoan                                      | CiU                     |
| 2003-2007 | Jordi Soler Casals                                        | CiU                     |
| 2007-2011 | Antoni Esteve Tauler/Jordi Soler Casals                   | PSC/CiU                 |
| 2011-2015 | Jordi Soler Casals                                        | CiU                     |
| 2015-2019 | Jordi Soler Casals                                        | CiU                     |
| 2019-2023 | Miquel Bell-lloch i Palet/Jordi Soler Casals              | ERC/Junts per Catalunya |
| 2023-act. | Jordi Soler Casals                                        | Junts per Catalunya     |